# Юркович, Душан
Ду́шан Самуэль Ю́ркович (словац. Dušan Samuel Jurkovič; 23 августа 1868[…], Тура-Лука, Тренчинский край[…] — 21 декабря 1947[…], Братислава[…]) — словацкий архитектор, этнограф и художник. Наиболее известен многочисленными проектами западногалицийских воинских кладбищ времён Первой мировой войны, многие из которых являются историческими памятниками.

## Биография

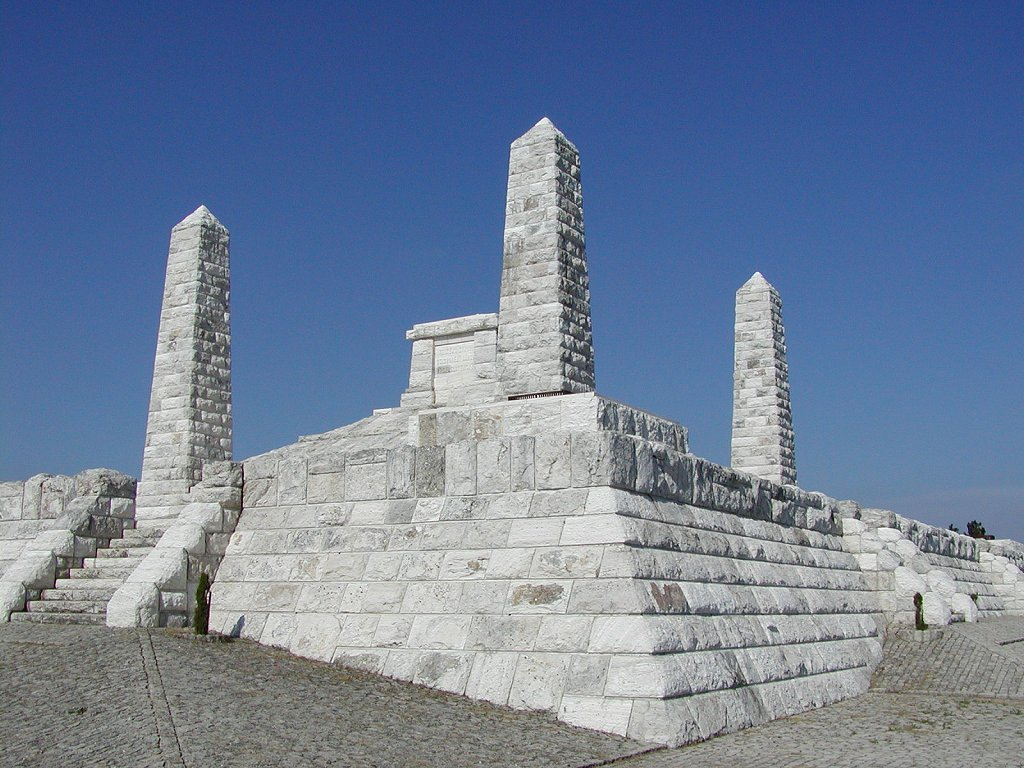
Гробница Милана Штефаника

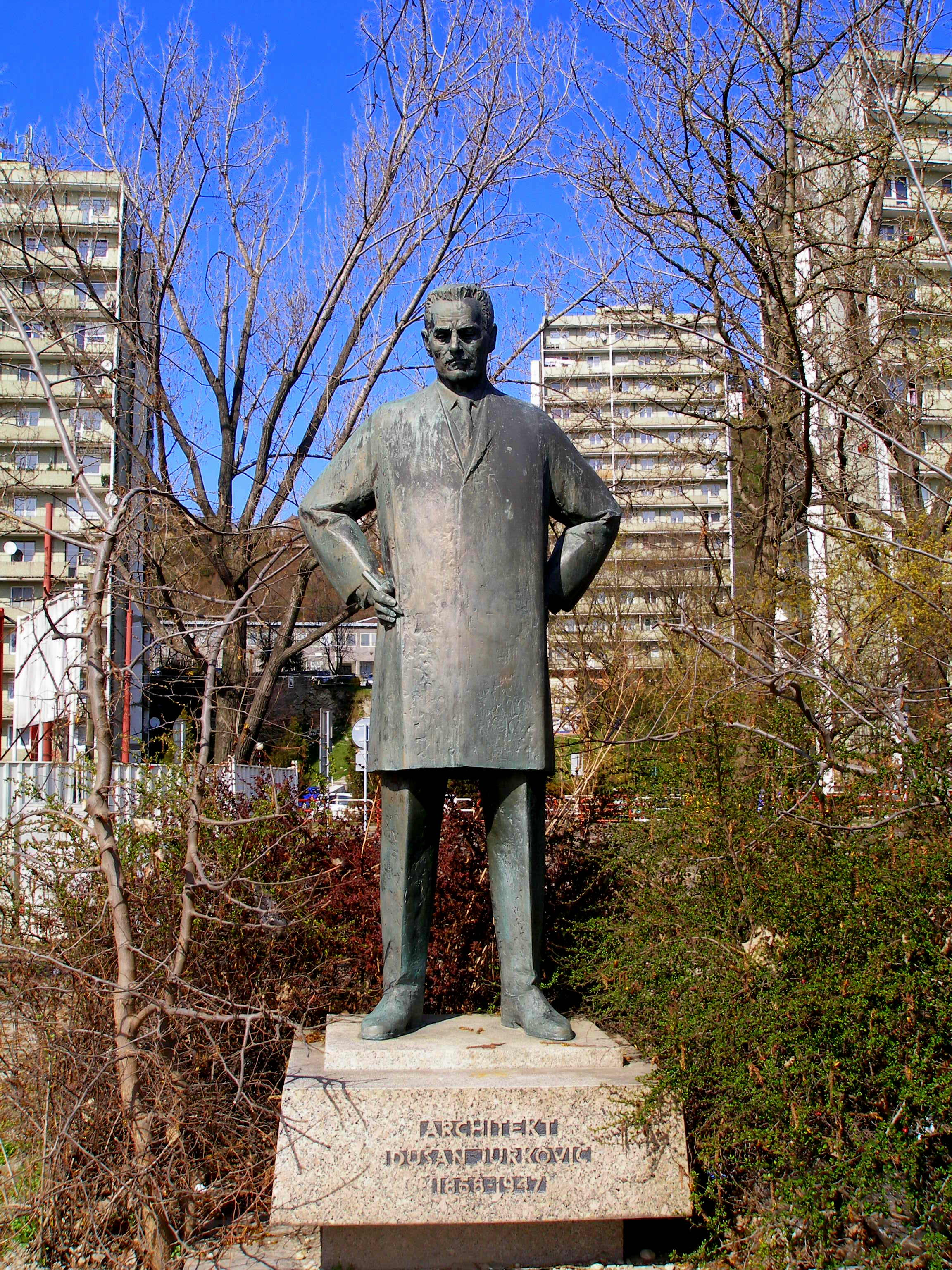
Памятник Душану Юрковичу в Братиславе

Душан Юркович родился 23 августа 1868 года в городе Тура-Лука в семье ремесленников народного промысла. Окончив среднюю школу Душан Юркович переехал в Вену, где с 1884 по 1889 года обучался в Национальной промышленной школе, после окончания которой стал работать в городе Мартине мастером художественных деревянных произведений. Через некоторое время он переехал в город Всетин, где продолжил обучение в мастерских мастера Михаила Урбанека. В 1895 году он выставил свои деревянные произведения Чешско-словацкой этнографической выставке в Праге. В это же время в соавторстве с другими архитекторами спроектировал некоторые здания в Моравии.
В 1899 году Душан Юркович переехал в Брно, где основал собственное строительное бюро, которое построило здание для местной школы. В Брно Душан Юркович познакомился с чешскими писателями Иржи Магеном, братьями Алоисом и Вилемом Мрштиком и Йозефом Мергаутом. Самой известной работой в Брно, которую спроектировал Душан Юркович, была вилла в Жабовржески, которая сочетала в себе элементы народного творчества и венского модернизма. Он также был автором здания Общества друзей монументального искусства и реконструкции замка в Нове-Место-над-Метуйи.
Во время Первой мировой войны был мобилизован в Австро-Венгерскую армию, где служил в отделе департамента воинских захоронений К. и К. военной комендатуры в Кракове. Душан Юркович является автором около 40 проектов военных захоронений в Западной Галиции в окрестностях города Новы-Жмигруд (сегодня — Малопольское воеводство Польши). Спроектированные им воинские захоронения характеризуются сильным элементом лемковского народного искусства.
После войны Душан Юркович вернулся в Чехословакию и поселился в Братиславе. В это время он создал гробницы словацкого писателя, философа Йозефа Гурбана и деятеля словацкого национального движения французского генерала Милана Штефаника, памятник Словацкого национального восстания, канатную дорогу на горе Ломницки-Штит.
Душан Юркович скончался 21 декабря 1947 года и был похоронен в городе Брезова-под-Брадлом.

## Награды
- Орден Томаша Гаррига Масарика 1 степени (1991 год, Чехословакия, посмертно).
- Крест Прибины I класса (1 января 2007 года, Словакия, посмертно)[5].
- Народный артист Чехословакии (11 декабря 1945 года)[6].